# Асен Стоичков
Асен Стоилов Стоичков е български офицер, полковник.

## Биография
Асен Стоичков е роден на 9 декември 1899 година в пернишкото село Калище. През 1920 година завършва Военното училище в София, а през 1934 година и Военната академия. Служи в 14-и пехотен македонски полк, след което през 1925 г., е назначен на служба в 1-ва пехотна софийска на Н.В. Княз Александър I дружина. Със заповед от Министерството на войната (МВ) №70 от 1930 г. е назначен за командир на рота от интендантската дружина на 6-а пехотна бдинска дивизия, след което съгласно заповед №87 МВ от същата година е назначен за командир на рота от 15-и пехотен ломски полк.
През 1931 г. е на служба във Военна академия (заповед от МВ №213), а от 1932 г. (заповед от МВ №83) е командир на рота от 11-и пехотен сливенски полк. През 1935 г. съгласно заповед от МВ №135 служи в Щаба на армията, а същата година съгласно Царска заповед №50 е уволнен за антимонархически настроения.
След 9 септември е върнат в армията и става интендант на 1-ва бронирана бригада. След това е комендант на София. От 14 март до 10 април 1945 година е временен командир на 3-та пехотна балканска дивизия. След Втората световна война става командир на 21-ва пехотна дивизия. През 1946 година е бил командир на 7-а пехотна рилска дивизия. Награждаван е с орден „Свети Александър“, III степен, с мечове. Уволнява се през 1947 година. Арестуван е 29 април 1951 г. по подозрение за участие в преврат за сваляне на правителството на ОФ и присъединяване на България към лагера на капиталистическите страни.

## Военни звания
- Подпоручик (4 октомври 1920)
- Поручик (27 ноември 1923)
- Капитан (30 октомври 1930)
- Подполковник (октомври 1939)
- Полковник (14 септември 1943)

## Награди
- Царски орден „Свети Александър“, III степен, с мечове